# فاسيلي مكاروفيتش شوكشين
فاسيلي مكاروفيتش شوكشين (بالروسية: Васи́лий Мака́рович Шукши́н) أحد أهم العلامات البارزة، والمميزة في الأدب السوفيتي وكذلك السينما السوفيتية، كان أديباً وكاتب سيناريو، وممثلاً، ومخرجاً.
فاسيلي شخص ساخر التعبير يميل إلى الفكاهة ولكنها فكاهة تحوي التراجيديا الخفية من نوع خاص. شوكشين هو ابن شعبه بمعني الكلمة، فهو يكتب بلغته ومن مواقفه ويعالج أدق قضاياه، كان في الشاشة يؤدي أدواره ببساطة وتلقائية، تساعده هيئته وملامحه العادية والمألوفة للجميع. لذلك أحبه الناس ممثلاً ومخرجاً، وكتبه كانت من أكثر المؤلفات رواجاً في الاتحاد السوفيتي.

## سيرته

### طفولته وصباه
فاسيلي شوكشين من أصل ريفي، ولد في إقليم ألطاي في سيبيريا عام 1929، عاش طفولته وصباه في ظروف تبعد تماماً عن ألوان الترف والراحة. واضطر في سن مبكرة إلى العمل بحثاً عن لقمة العيش. تنقل من مكان إلى آخر ومن حرفة إلى أخرى: عمل حداداً، وعامل بناء، وعامل لاسلكي، وشيالاً، ونجارا، ً وبحاراً ثم عمل بالتدريس في إحدى المدارس الريفية. وربما يرجع لهذه الظروف الشاقة الفضل في معظم قصصه وأفلامه فقد كانت هذه الأيام بالنسبة له معيناً لا ينضب من المواقف والأشخاص، من الأحاسيس والأفكارا. ولا شك أن هذه الخبرة الحياتية المبكرة تركت ظلاً من الحزن في كتابته وعلى قسمات وجهه على الشاشة.

### السفر إلى موسكو وبدايته الفنية
وسط ظروف شوكشين الاجتماعية والاقتصادية الصعبة هذه رحل محاطاً بتضحيات أهله إلى موسكو ليلتحق بمعهد السينما ورغم هيئته الريفية التي أوحت إلى اللجنة آنذاك بأنه لا يعرف أبسط المعلومات الثقافية الضرورية، استطاع شوكشين أن يثبت اهتمامه الواسع بالثقافة ورغبته الأكيدة في الالتحاق بالمعهد. وتتلمذ على يد المخرج السوفيتي ميخائيل روم. وبشهادة أستاذه كان طوال سنوات الدراسة مميزاً وصادقاً وجديداً في أفكارة وأسلوب تناوله. تخرج من المعهد عام 1960.
بدأ شوكشين حياته ممثلاً بينما يدرس في المعهد. وفي عام 1964 توقف عن التمثيل فترة ليتفرغ للإخراج السينمائي، ومنذ عام 1967 بدأت مرحلة نضج جديدة في حياته العملية، استمرت حتي وفاته عام 1974، حيث أصبح يقوم بأدوار أساسية في العديد من الأفلام التي يخرجها، وفي بعض الأحيان كان يقوم بكتابة السيناريو أيضاً لأفلامه. وقد حقق في هذه الفترة جماهيرية عريضة. كما أدى دور البطولة في عدة أفلام لأفضل مخرجين سوفيت أمثال بوندارتشوك وزالجين وميخائيل روم.

### كتاباته
بدأ شوكشين رحتله مع الكتابة وهو ما يزال طالباً. وبمضي السنوات رسخت قدماه في كتابة القصص والسيناريوهات، وأصبح من أكثر الكتاب رواجاً وشهرة. ظهرت له مجموعه قصص بعنوان «أهل القرية» في عام 1963، ورواية «الأعزاء» وقصة «هناك بعيداً» في عام 1965. وفي عام 1967 كتب سيناريو ثم رواية تاريخية عن ستيبان رازين زعيم الفلاحين الروس في القرن السابع عشر. هذا بخلاف عدد كبير من القصص والمقالات سطرها قلمه فدعمت موقعه بين الأدباء وأكدت جماهيريته.

### وفاته
في عام 1974 أثناء تصوير فيلم «كانوا يدافعون عن الوطن» إخراج سيرغي بوندارتشوك أصيب شوكشين بأزمة قلبيه حادة توفي علي أثرها، ولم يتمكن من تحقيق حلمه بأداء شخصية ستيبان رازين، ولا شخصية دوستويفسكي، ولا الشخصيات المعاصرة في الثلاث قصص الأخيرة التي كتبها للسينما وكان يعد لإخراجها.

## أسلوبه
اما عن أسلوب شوكشين وطريقته في الكتابة – وهما من مميزاته وقد ساعدن علي تحقيق الشهرة العريضة، والمكانة الرفيعة له بين معاصريه – فيمكن ان نلحظ ان جمله قصيرة بسيطة، رشيقة ذات مضمون عميق، تذكر بجمل عملاق القصة القصيرة أنطون تشيخوف وأسلوبه مرح، ساخر دون سطحيه، وينطلق النقاد علي طريقته «التراجيكوميدي».
ان المحور الأساسي في القصة القصيرة عند شوكشين لا تمثله الاحداث وتتابعها وتتطورها، بل الشخصية، وغالبا ما يكون شوكشين هو الرواي، فيتقمص الشخصية التي يكتب عنها، ويحكي بلغتها وأسلوبها – حتي لو اضطر للخروج من قواعد اللغة- ويغوص بمهارة في اعماقها وعالمها، ويسلط عدسة مكروسكوبه علي انفعالاتها فيجردها من أي زيف احاطت نفسها به. وفي مواقف بعينها يلمس اوتار ادق القضايا الاجتماعية والإنسانية.
ويهتم شوكشين كذلك بوصف الطبيعة، انه دقة الوصف عند شوكشين تكاد تجعل القارئ يكاد يري ويسمع ما يقراه، بل وفي بعض الأحيان يكاد يشم رائحه الشيء الموصوف.
يشبهه النقاد "بتشيخوف" في القدرة علي الإيجاز المبدع، و"ميخائيل زوشنكا" في السخرية اللاذعة، و"يسنين" في رومانسية وصف الطبيعة، وميله أحيانا الي النغمة التاريخية، مشاعره الفياضة بالدين تجاه الام، ولكنه في نفس الوقت يختلف عن كل من ذكرناهم، وعن من سواهم، فقد كان له أسلوبه الخاص.
وقد يبدو للوهله الأولي للقاري ان شوكشين كاتب محلي، يكتب عن أهل وطنه، ولكنها تلك المحلية التي تتخطي الحدود ولا تعرف سوي الإنسان، والمتتبع لاعمال شوكشين يجد ان قضيتين بعينهما تشغلانه، الي جانب التيمة التاريخية.

### القضية الاولي
اما القضية الأولي فهي اخلاقية عن الصراع الابدي بين الخير والشر، ليس داخل المجتمع وحسب، ولكن داخل النفس الواحدة، ان ابطال شوكشين تجبرهم الظروف أحيانا علي المظهر الخشن، ولكن نفوسهم عامرة بالخير الذي يتصارع بداخلها ليظهر للناس، الا انه يظل مكبوتا، ومتخفيا ومشوها، بسبب العوامل التي تحيط به، ان الشر في الإنسان من وجهه شوكشين نتيجه التفاعل مع الظروف المحيطة التي ما تزال تظغط ولا ترحم ولا تترك مجالا لا زالة القشرة الصلبة عن الإنسان المجرم لذلك شوكشين ينظر اليه بتعاطف –بل ويحس ويدفع جمهور القراء والمشاهدين الي ان يتفهموا ظروفه ودوافعه فليس هناك شرير بالفطرة ولكنه نتاج ظروف بعينها.

### القضية الثانية
اما القضية المحورية الثانية في ادب شوكشين، فهي اجتماعية في أساسها، ويعتبر البعض اها شجاعة تذكر للكاتب ان يتناولها في الستينات والسبعينات انها تلمس الفروق بين الريف والمدينة وانعكاس ايجابيات وسليبات الحياة في كلا منهما علي البشر، والاختلاف بين نمط الحياة عند أهل المدينة عنه عند أهل غير المدينة وما ينتج عن هذا من اختلاف المستوي الثقافي والاجتماعي وما يستتبع ذلك من علاقات اجتماعية متبادلة.

## من أعماله الادبية
- الذئاب (مجموعة قصصية)
- أهل القرية (مجموعة قصصية عام 1963)
- الأعزاء (رواية عام 1965)
- هناك بعيدا (قصة عام 1965)
- ستيبان رازين (رواية تاريخية)

## روابط خارجية
- فاسيلي مكاروفيتش شوكشين على موقع IMDb (الإنجليزية)
- فاسيلي مكاروفيتش شوكشين على موقع الموسوعة البريطانية (الإنجليزية)
- فاسيلي مكاروفيتش شوكشين على موقع ألو سيني (الفرنسية)
- فاسيلي مكاروفيتش شوكشين على موقع أول موفي (الإنجليزية)
- فاسيلي مكاروفيتش شوكشين على موقع قاعدة بيانات الأفلام السويدية (السويدية)
- فاسيلي مكاروفيتش شوكشين على موقع ديسكوغز (الإنجليزية)
- فاسيلي مكاروفيتش شوكشين على موقع قاعدة بيانات الفيلم (الإنجليزية)
- فاسيلي مكاروفيتش شوكشين على موقع كينوبويسك (الروسية)